# 建国義勇軍
建国義勇軍（けんこくぎゆうぐん）とは、日本のテロ組織。
刀剣愛好家グループ「刀剣友の会（日本人の会）」の村上一郎会長（当時）と一部幹部らで構成され、思想と行動を共にする少人数の同志の集まりであったため、逮捕と同時に消滅した。

## 概説

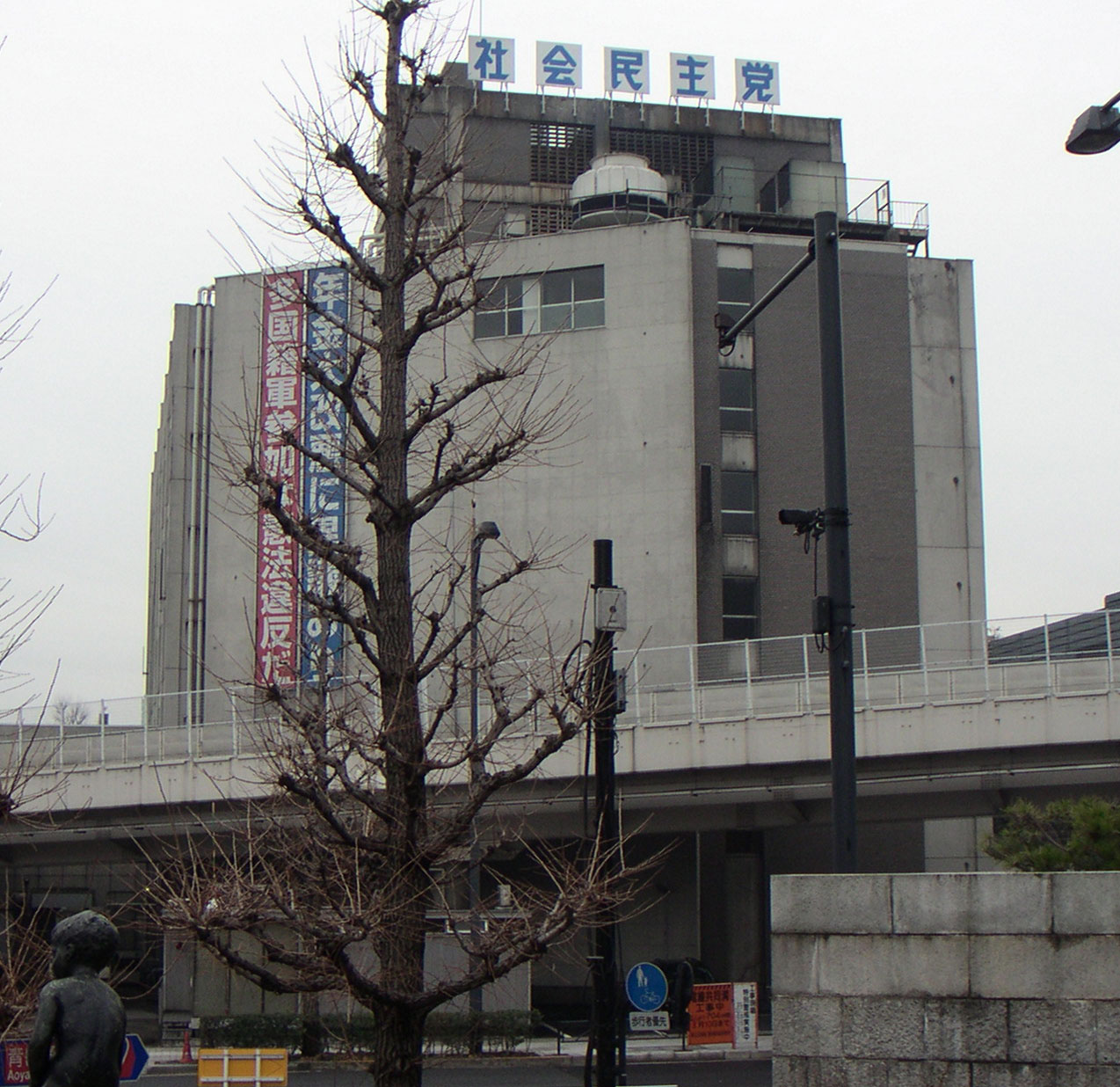
建国義勇軍によって実弾入りの脅迫状が送りつけられた社民党本部（現在は移転に伴い解体）

北朝鮮による日本人拉致問題で北朝鮮に対する日本政府の対応への不満を募らせた「日本人の会」の幹部たちは、2002年10月から2003年11月にかけ、朝鮮総聯、オウム真理教（Aleph）の施設、広島県教職員組合書記局を銃撃し、ハナ信用組合（旧朝銀）や外務審議官（当時）田中均の自宅に不審物を仕掛けたほか、社会民主党本部、元自民党幹事長・野中広務の事務所などに実弾入りの脅迫状を送りつけた。NHKや朝日新聞社も襲撃の標的であった。その際、犯行声明にて「建国義勇軍国賊征伐隊」、「建国義勇軍朝鮮征伐隊」などを名乗ったため、一連の事件は「建国義勇軍事件」と呼ばれている。
事件当時、「日本人の会」は日本刀愛好者団体「刀剣友の会」と同じ団体として報道されたが、「刀剣友の会」は建国義勇軍事件の主犯・村上一郎が当時の会長を務めていた刀剣・ナイフ販売会社の日本レジンの月刊通販カタログ誌『月刊刀剣・ナイフ情報』の定期購読者に対して日本レジンが付けた名称であり、「日本人の会」とはまったく関係がない。規約や組織、行事、活動は一切存在せず、日本刀愛好者団体としての実態もなかった。当然ながら入会手続もなく、年間購読料を支払って同誌の定期購読を申し込むと、自動的に「刀剣友の会」の「会員証（実態は購読者証）」が送られてくるシステムになっていた。日本刀の通販カタログ誌としては刀剣柴田や銀座長州屋のものよりも年間購読料が安かったため、思想に関係なく講読していた日本刀愛好家は多かった。
ただ、毎号巻末に村上の右翼思想が長々と掲載されており、刀剣業界の事情に疎い当時の日本マスメディアは「日本人の会」と「刀剣友の会」を混同した報道を行っていた。正確には、村上一郎が「月刊刀剣・ナイフ情報」の誌面などを利用し、同志を募って結成したのが「日本人の会」であり、こちらの方は入会資格が定められていて、日本国籍を有しない者や左翼思想の持ち主は入会不可とされていた。
犯罪活動を行ったのは「日本人の会」の一部メンバーであり、一般会員は事件とは無関係である。「日本人の会」が現在存続しているかどうかは不明であるが、当時の一般会員の証言では犯行の事実はまったく知らなかったという。
事件は全国各地かつ広域的に行われ、合計24件にものぼった。また、建国義勇軍メンバーはそれぞれ役割を分担して事件を起こしたため、組織的に計画を立てて実行したことがうかがえる。また、犯行当時に村上から数千万円単位の出資を勧誘されていた「日本人の会」会員もおり、このような経緯に鑑みると「日本人の会」は、村上一郎が資金調達のために自らが経営する日本レジンの業務を利用した偽装組織であったと言える。
犯行動機や実行に至るまでの活動には不可解な点が多く、主犯の村上一郎が脳疾患を患って公判中に倒れていること（検察側の求刑15年、2007年7月現在、公判停止中）や、村上の個人的なトラウマやルサンチマンが事件の動機と関係しているとの証言もある。
実行犯も村上に「誘われて断り切れなかった」と供述するなど、「多くの容疑者は確固たる動機や信念もなく、成り行きで事件にかかわっていた」（捜査関係者）とみられている。
当時、村上が経営していた日本レジンには莫大な負債があり、暴力団に債権を握られていた。
なお、この団体が警察の捜査により明るみに出る以前は、インターネット上の掲示板2ちゃんねるのハングル板などにおいて、在日朝鮮人の自作自演ではないかという陰謀論も見られた。しかし、事件の性質が明らかになるにつれ、村上一郎を中心とする組織的犯罪であったことが浮き彫りとなった。
当時、民主党衆議院議員だった西村眞悟が「刀剣友の会」の最高顧問として在籍していた。西村の事務所では、同議員は地元の支援者を通じて約4年前に村上を紹介され、「年に一、二回会ったり、会の講演を頼まれたりする間柄」であったが、事件への関与は完全否定した。一方、村上から受けた218万円の政治献金については「私の政治活動、政治信条に対する献金」と返還を否定し、最高顧問も辞任する考えがないことを示していた。ただし、知人が「犯罪行為に加担したことへの道義的責任」として、内定していた衆議院災害対策特別委員会委員長のポストを辞退した。

## 事件の内容と発生地域
- 拳銃の発砲（7件）
  - 新潟（1）・東京（2）・愛知（1）・大阪（1）・岡山（1）・広島（1）
- 偽の爆発物の設置（5件）
  - 新潟（1）・東京（2）・福岡（2）
- 拳銃の実弾を同封した脅迫文の送付（11件）
  - 北海道（1）・山形（4）・東京（4）・神奈川（1）・大阪（1）
- 放火（1件）
  - 福井（1）